# Rookie Blue/Episodenliste

Logo zur Serie

Diese Episodenliste enthält die Episoden der kanadischen Polizeiserie Rookie Blue, sortiert nach ihrer Erstausstrahlung. Die Fernsehserie umfasst derzeit sechs Staffeln mit 74 Episoden. Sie wird zeitgleich in Kanada auf Global TV und in den USA auf ABC ausgestrahlt. In Deutschland wird die Serie auf 13th Street Universal gezeigt.

## Übersicht
| Staffel | Episodenanzahl | Erstausstrahlung USA | Erstausstrahlung USA | Deutschsprachige Erstausstrahlung | Deutschsprachige Erstausstrahlung |
| Staffel | Episodenanzahl | Staffelpremiere      | Staffelfinale        | Staffelpremiere                   | Staffelfinale                     |
| ------- | -------------- | -------------------- | -------------------- | --------------------------------- | --------------------------------- |
| 1       | 13             | 24. Juni 2010        | 9. September 2010    | 1. Januar 2011                    | 26. März 2011                     |
| 2       | 13             | 23. Juni 2011        | 8. September 2011    | 12. Januar 2012                   | 23. Februar 2012                  |
| 3       | 13             | 24. Mai 2012         | 6. September 2012    | 7. Januar 2013                    | 18. Februar 2013                  |
| 4       | 13             | 23. Mai 2013         | 12. September 2013   | 5. Januar 2014                    | 16. Februar 2014                  |
| 5       | 11             | 19. Juni 2014        | 21. August 2014      |                                   |                                   |
| 6       | 11             | 21. Mai 2015         | 29. Juli 2015        |                                   |                                   |

## Staffel 1
Die Erstausstrahlung der ersten Staffel begann am 20. Januar 2010 in Kanada auf dem Sender Global TV sowie zeitgleich in den USA auf ABC. Das erste Staffelfinale, bestehend aus zwei Folgen, wurde am 9. September 2010 in Kanada und den USA ausgestrahlt. Die deutschsprachige Erstausstrahlung der ersten Staffel wurde vom 1. Januar bis zum 26. März 2011 wöchentlich, donnerstags zur Hauptsendezeit auf dem deutschen Pay-TV-Sender 13th Street Universal, der damals nur „13th Street“ hieß, ausgestrahlt. Die deutsche Ausstrahlung folgt hierbei nicht komplett der amerikanischen Ausstrahlungsreihenfolge; die fünfte Folge wurde vor der vierten Folge ausgestrahlt.
| Nr. (ges.) | Nr. (St.) | Deutscher Titel                 | Originaltitel          | Regie            | Drehbuch                                      | Premiere USA, Kanada | Dt. Premiere  | Zuschauer USA | Zuschauer (Kanada) |
| --- | --------- | ------------------------------- | ---------------------- | ---------------- | --------------------------------------------- | -------------------- | ------------- | ------------- | ------------------ |
| 1 | 1         | Der Geruch frischer Farbe       | Fresh Paint            | David Wellington | Tassie Cameron                                | 24. Juni 2010        | 1. Jan. 2011  | 7,240 Mio.    | 1,900 Mio.         |
| Bei Andy McNallys erster Schicht kommt es zu einer Schießerei, nach der sie einen vermeintlichen Drogendealer verhaftet. Später stellt sich heraus, dass dies ein Undercover-Ermittler, Sam Swarek, war. |           |                                 |                        |                  |                                               |                      |               |               |                    |
| 2 | 2         | Die Sterne lügen nicht          | Mercury Retrograde     | Charles Binamé   | Morwyn Brebner                                | 1. Juli 2010         | 8. Jan. 2011  | 6,777 Mio.    | 1,394 Mio.         |
| Während ein flüchtiger Verbrecher gejagt wird, bezieht Swarek McNally in seine Undercover-Ermittlungen mit ein. Swarek, zu dem sich McNally hingezogen fühlt, versucht eine Informantin zu beschützen. |           |                                 |                        |                  |                                               |                      |               |               |                    |
| 3 | 3         | Schlag auf Schlag               | Fite Nite              | David Wellington | Esta Spalding                                 | 8. Juli 2010         | 15. Jan. 2011 | 6,224 Mio.    | 1,753 Mio.         |
| McNally und Gail Peck treffen bei Ermittlungen eines groß angelegten Waffenhandels auf ein Opfer häuslicher Gewalt und versuchen dieses zu schützen. Währenddessen bereitet sich Traci Nash auf das jährliche Polizei-Box-Event vor.                                                                                  |           |                                 |                        |                  |                                               |                      |               |               |                    |
| 4 | 4         | Gewonnen und verloren           | Signals Crossed        | Paul Fox         | Sherry White                                  | 15. Juli 2010        | 29. Jan. 2011 | 6,382 Mio.    | 1,640 Mio.         |
| Die Rookies sollen als Prostituierte Freier anlocken und verhaften, McNally hat damit jedoch ihre Schwierigkeiten. Als sich ihr und Dov Epstein die Möglichkeit bietet, einen Waffenschieberring aufzudecken, gefährden die beiden das Leben einer Informantin.                                                       |           |                                 |                        |                  |                                               |                      |               |               |                    |
| 5 | 5         | Am helllichten Tag              | Broad Daylight         | Alex Chapple     | Semi Chellas                                  | 22. Juli 2010        | 22. Jan. 2011 | 6,496 Mio.    | 1,805 Mio.         |
| Die Rookies untersuchen eine Serie von Einbrüchen. McNally und Nash sichern eine Villa, in die eingebrochen wurde. Als Nash ihren Sohn abholt, taucht der Einbrecher, der sich versteckt hielt, wieder auf. |           |                                 |                        |                  |                                               |                      |               |               |                    |
| 6 | 6         | Riskante Beweissicherung        | Bullet Proof           | Charles Binamé   | Ellen Vanstone                                | 29. Juli 2010        | 5. Feb. 2011  | 6,706 Mio.    | 1,483 Mio.         |
| Während die anderen Rookies einen vermeintlichen Verkehrsunfall untersuchen, soll McNally für Detective Luke Callaghan, mit dem sie eine Beziehung hat, eine Pistolenkugel sicherstellen, die sich im Kopf des Zeugen eines Mordfalles befindet, dieser Zeuge verschwindet jedoch.                                    |           |                                 |                        |                  |                                               |                      |               |               |                    |
| 7 | 7         | In der Hitze des Gefechts       | Hot and Bothered       | David Wellington | Russ Cochrane                                 | 5. Aug. 2010         | 12. Feb. 2011 | 6,866 Mio.    | 1,598 Mio.         |
| Während einer Hitzewelle müssen die Rookies für Ordnung sorgen. Als mehrere Mädchen verschwinden, erfährt die Polizei, dass ein Vergewaltiger unterwegs ist. McNally untersucht gemeinsam mit Officer Oliver Shaw ein Gebäude, als sie dem Gesuchten gegenübersteht.                                                  |           |                                 |                        |                  |                                               |                      |               |               |                    |
| 8 | 8         | Pflicht gegen Freundschaft      | Honor Roll             | Eric Canuel      | Adam Pettle                                   | 12. Aug. 2010        | 19. Feb. 2011 | 5,973 Mio.    | 1,529 Mio.         |
| Die Officers und Detectives absolvieren ein Auffrischungstraining. Derweil sollen die Rookies in Schulen die Polizei vorstellen. Während Nash und Epstein hierbei in Drogenermittlungen geraten, finden McNally und Chris Diaz auf Patrouille einen Mann, der vermutlich von einem Polizisten niedergeschlagen wurde. |           |                                 |                        |                  |                                               |                      |               |               |                    |
| 9 | 9         | Kleines Mädchen, großer Einsatz | Girlfriend of the Year | David Wellington | Tassie Cameron                                | 19. Aug. 2010        | 26. Feb. 2011 | 6,384 Mio.    | 1,476 Mio.         |
| Während Verkehrskontrollen kommt es zu einem Unfall. Als Diaz und Peck die Unfallstelle untersuchen finden sie den leeren Wagen eines gesuchten Entführers vor. McNally befragt daraufhin die Eltern des entführten Mädchens, während sich Epstein um das andere Unfallopfer kümmert.                                 |           |                                 |                        |                  |                                               |                      |               |               |                    |
| 10 | 10        | Die Aussprache                  | Big Nickel             | Steve DiMarco    | Morwyn Brebner & Adam Pettle                  | 26. Aug. 2010        | 5. März 2011  | 6,17 Mio.     | 1,682 Mio.         |
| McNally und Swarek sollen gemeinsam einen Gefangenen transportieren, dieser kann jedoch entfliehen. Währenddessen helfen Diaz und Nash dem Officer Jerry Barber bei der Suche nach verlorenen Gerichtsakten. Epstein und Peck versuchen unterdessen einem Mann zu helfen, der unter Amnesie leidet.                   |           |                                 |                        |                  |                                               |                      |               |               |                    |
| 11 | 11        | Helfen oder beschützen          | To Serve or Protect    | TW Peacocke      | Russ Cochran                                  | 2. Sep. 2010         | 12. März 2011 | 4,682 Mio.    | 1,547 Mio.         |
| McNallys Vater, ein ehemaliger Polizist, ist in den Mord an einem Vergewaltiger, der kurz zuvor freigelassen wurde, verwickelt. McNally und Swarek versuchen den Fall zu klären, ohne den anderen von ihrem Verdacht zu erzählen, um McNallys Vater zu schützen.                                                      |           |                                 |                        |                  |                                               |                      |               |               |                    |
| 12 | 12        | Geschafft!                      | In Blue                | John Fawcett     | Noelle Carbone & Esta Spalding                | 9. Sep. 2010         | 19. März 2011 | 4,986 Mio.    | 1,480 Mio.         |
| Am Tag der Entscheidung, wer von den Rookies bei der 15. Einheit bleiben darf, stirbt ein Mädchen auf einer Party. Während der Fall McNally sehr zu Herzen geht, versuchen Epstein und Diaz, ihre Bewertung durch gewissenhafte Arbeit zu verbessern.                                                                 |           |                                 |                        |                  |                                               |                      |               |               |                    |
| 13 | 13        | Die ultimative Mutprobe         | Takedown               | David Wellington | Ellen Vanstone & Adam Barken & Tassie Cameron | 9. Sep. 2010         | 26. März 2011 | 4,739 Mio.    | 1,480 Mio.         |
| Aufgrund einer vorschnellen Verhaftung müssen McNally und Swarek undercover als Drogenkäufer auftreten. Während Swarek aufzufliegen droht, haben sich Peck und Diaz, der verwundet ist, am Ort der Übergabe unabsichtlich eingesperrt.                                                                                |           |                                 |                        |                  |                                               |                      |               |               |                    |

## Staffel 2
Die zweite Staffel wurde sowohl in den USA auf ABC, als auch in Kanada auf Global TV ab dem 23. Juni 2011 wöchentlich donnerstags ausgestrahlt. Das Staffelfinale, das am 8. September 2011 ausgestrahlt wurde, bestand auch hier aus zwei Folgen. Die deutschsprachige Ausstrahlung der zweiten Staffel war vom 12. Januar 2012 bis zum 23. Februar 2012 auf 13th Street Universal zu sehen.
| Nr. (ges.) | Nr. (St.) | Deutscher Titel                 | Originaltitel         | Regie             | Drehbuch       | Premiere USA, Kanada | Dt. Premiere  | Zuschauer USA | Zuschauer (Kanada) |
| --- | --------- | ------------------------------- | --------------------- | ----------------- | -------------- | -------------------- | ------------- | ------------- | ------------------ |
| 14 | 1         | Rettendes Geständnis            | Butterflies           | David Wellington  | Tassie Cameron | 23. Juni 2011        | 12. Jan. 2012 | 5,88 Mio.     | 1,380 Mio.         |
| Vor einem Konzert werden McNally und ein Mädchen angeschossen. Die Ermittlung dieses Falls wird durch Detective Jo Rosati geführt, Callaghans frühere Partnerin, mit der er eine Beziehung hatte. Das getroffene Mädchen, Kate, die inzwischen hirntot ist, hatte scheinbar keine Feinde. Später stellt sich heraus, dass die Mitbewohnerin von Kate das Ziel war. Während Epstein versucht dem Wunsch der Mutter nachzukommen und Kate zur Organspenderin zu machen, kann McNally den Mörder von Kate, den Ex-Freund ihrer Mitbewohnerin, festnehmen. |           |                                 |                       |                   |                |                      |               |               |                    |
| 15 | 2         | Drogencocktail                  | Might Have Been       | Paul Shapiro      | Semi Chellas   | 30. Juni 2011        | 12. Jan. 2012 | 5,43 Mio.     | 1,070 Mio.         |
| Aufgrund von Drogenproblemen in einem Lokal, das von einem Ex-Cop geführt wird, werden Peck und McNally undercover als Barkeeper eingesetzt. Epstein vermischt Arbeit und Privatleben und wird daraufhin wieder zum Rookie degradiert. Währenddessen kommen sich sowohl Nash und Barber, als auch Callaghan und Rosatti, die ins 15. Revier versetzt wurde, wieder näher. |           |                                 |                       |                   |                |                      |               |               |                    |
| 16 | 3         | Kopflos durch die Nacht         | Bad Moon Rising       | David Wellington  | Russ Cochrane  | 7. Juli 2011         | 19. Jan. 2012 | 5,70 Mio.     | 1,399 Mio.         |
| Callaghan verlobt sich überraschend mit McNally. Ein Schizophrener hat seine Medikation abgesetzt und sucht daraufhin nach einem neuen Gehirn, um sich selbst zu „reparieren“. Als dieser auf McNally trifft, versucht er sie umzubringen. Auf der Suche nach ihr trifft er auf Callaghan und schießt ihn nieder. Epstein, der mit Peck auf Streife ist, da kein anderer Training-Officer mit ihm fahren will, trifft auf den psychisch Kranken und kann ihn vom Selbstmord abhalten und festnehmen. |           |                                 |                       |                   |                |                      |               |               |                    |
| 17 | 4         | Feuer und Flamme                | Heart & Sparks        | TW Peacocke       | Morwyn Brebner | 14. Juli 2011        | 19. Jan. 2012 | 5,33 Mio.     | 1,250 Mio.         |
| Als McNally einer Frau in ein ausgebranntes Gebäude folgt, stürzt es ein. So sind beide gefangen und finden die verkohlte Leiche ihres Mannes. Ein Teenager-Mädchen gesteht die Brandstiftung, um die Aufmerksamkeit ihres Vaters zu erregen. Es stellt sich aber heraus, dass der Tote seinem Freund zehn Riesen gezahlt hat, um das Feuer für einen Versicherungsbetrug zu legen. Der Mann beging jedoch Selbstmord, um seiner Frau auch die Lebensversicherung zu hinterlassen. |           |                                 |                       |                   |                |                      |               |               |                    |
| 18 | 5         | In die Falle getappt            | Stung                 | Paul Fox          | Noelle Carbone | 21. Juli 2011        | 26. Jan. 2012 | 5,39 Mio.     | 1,506 Mio.         |
| Die Rookies locken Leute mit ausstehenden Haftbefehlen mit vermeintlichen Gewinnen zu einem Autohaus und verhaften sie dort. McNally und Nash überzeugen eine obdachlose Frau mit offenen Rechnungen, ihre Tochter um Hilfe zu bitten. Ein weiterer Verdächtiger verrät, wo sich ein Meth-Haus befindet. Als Epstein und Diaz dieses untersuchen, tritt Epstein, der kurz zuvor wieder von Probe genommen wurde, in eine Sprengfalle, aus der ihm nur das Bombenräumkommando helfen kann. Währenddessen kommt Callaghan Rosatti bei einer Undercover-Verhaftung näher. |           |                                 |                       |                   |                |                      |               |               |                    |
| 19 | 6         | Misserfolg auf ganzer Linie     | In Plain View         | David Wellington  | Adam Barken    | 28. Juli 2011        | 26. Jan. 2012 | 4,88 Mio.     | 1,311 Mio.         |
| Police Superintendent Elaine Peck besucht, sehr zum Missfallen ihrer Tochter Gail, das 15. Revier. Detective Barber vermisst zu diesem ungelegenem Zeitpunkt seinen Zeugen, dieser wird wenig später tot aufgefunden. Swarek und Nash finden die Tatwaffe bei der 17-Jährigen Freundin des Mörders. Diese schützt ihren Freund, will ihn trotz allem wiedersehen und flieht aus der Schutzhaft. Kurz bevor beide sich treffen, kann der Gesuchte gefasst werden und Schlimmeres verhindert werden. McNally findet während der Arbeit mit Rosatti heraus, dass diese mit Callaghan geschlafen hat und verlässt ihn daraufhin. |           |                                 |                       |                   |                |                      |               |               |                    |
| 20 | 7         | Vergangen, aber nicht vergessen | The One That Got Away | Steve DiMarco     | Tassie Cameron | 4. Aug. 2011         | 2. Feb. 2012  | 5,09 Mio.     | 1,402 Mio.         |
| Eine junge Frau wird attackiert, kurz nachdem Swarek und McNally zu einem Einbruch gerufen wurden, bei dem nichts anderes außer Unterwäsche gestohlen wurde. Callaghan glaubt, dass der Fall mit einer alten Mordserie zusammenhängt, die er dem Verdächtigen jedoch nie nachweisen konnte. Dieser kann jedoch ein Alibi vorweisen. Als Callaghan vom Fall zurückgezogen wird und Rosatti die Leitung erhält, glaubt nur noch McNally ihm und folgt den Spuren. Dabei wird sie von dem ehemals Verdächtigen angegriffen und kann seine Schuld in den alten Fällen beweisen. Im neuen Fall war der Nachbar des Opfers jedoch der Täter. |           |                                 |                       |                   |                |                      |               |               |                    |
| 21 | 8         | Zellengenossen                  | Monster               | John Fawcett      | Sean Reycraft  | 11. Aug. 2011        | 2. Feb. 2012  | 5,08 Mio.     | 1,585 Mio.         |
| Als ein betrunkener, kranker Mann auf dem Revier zusammenbricht, wird das Revier unter Quarantäne gestellt, während Nash ihn ins Krankenhaus bringt. McNally und Swarek versuchen derweil ihren letzten verbliebenen Fall zu klären; ein Mann, der bei einem Bankraub von einer Farbbombe markiert wurde, will seinen Namen und seinen Partner nicht verraten. Als Diaz undercover in die Zelle gebracht wird, bemerkt er den Abdruck eines Eheringes. McNally und Swarek vermuten seine Frau als kriminelle Partnerin. Es stellt sich heraus, dass die Bank ihr Haus verpfändet hatte, nachdem beide ihre Arbeit verloren hatten. Als der Mann, der die Quarantäne verursacht hatte, stirbt und obduziert wird, stellt sich heraus, dass er nicht kontaminiert war, die Quarantäne wird aufgehoben.            |           |                                 |                       |                   |                |                      |               |               |                    |
| 22 | 9         | Eine Frage der Loyalität        | Brotherhood           | Steve DiMarco     | Adam Pettle    | 18. Aug. 2011        | 9. Feb. 2012  | 4,63 Mio.     | 1,226 Mio.         |
| Eine junge, schwangere Frau versucht durch eine Bombendrohung einen Gangmord von ihrem Freund zu verhindern. Als die Gang herausfindet, dass sie die Polizei eingeschaltet hat, wird ihr Freund beauftragt, sie zu töten. Nash kann dies jedoch verhindern. McNally, Diaz und Epstein nehmen am Training für die Reiterstaffel der Polizei teil. Epstein verletzt dabei seinen Rücken, nimmt daraufhin zu viele Schmerztabletten und gesteht Peck, die eine Beziehung mit Diaz hat, während er high ist, seine Liebe. |           |                                 |                       |                   |                |                      |               |               |                    |
| 23 | 10        | Ich will den Champagner jetzt!  | Best Laid Plans       | John Fawcett      | Russ Cochrane  | 25. Aug. 2011        | 9. Feb. 2012  | 5,14 Mio.     | 1,642 Mio.         |
| Ein Kind wird von seinem kriminellen Vater während eines Überfalls auf eine Kinderparty-Tagesstätte entführt. Während der darauf folgenden Suche treffen Swarek und McNally auf eine junge Frau, die bei einem Autounfall eingeklemmt wurde. Swarek sucht weiter nach dem Vater, während McNally sich um die Verletzte kümmert. Als das Fahrzeug Feuer fängt, kann McNally die Frau mithilfe eines Wagenhebers befreien, sie stirbt jedoch später im Krankenhaus. Als der Vater, der seinen Sohn gekidnappt hat, seine Waffe auf Epstein richtet, können Diaz, Swarek und Shaw ihn überwältigen. McNally versucht Swarek, der ihr zuvor gesagt hatte, dass er in den nächsten drei Wochen zur Undercover-Einheit gehen würde, zu erreichen, da er jedoch schon früher gerufen wurde, entgeht ihm die Nachricht. |           |                                 |                       |                   |                |                      |               |               |                    |
| 24 | 11        | Ausflug in die Unterwelt        | A Little Faith        | Sturla Gunnarsson | Sherry White   | 1. Sep. 2011         | 16. Feb. 2012 | 5,851 Mio.    | 1,365 Mio.         |
| Bei einem Undercover-Trainings-Einsatz sollen McNally, Nash und Epstein ohne Geld, Handys und Waffen bis zum nächsten Morgen möglichst viel Geld und Drogen beschaffen. Epstein findet den Dealer seines toten Bruders, bestiehlt ihn und kann so am meisten Geld und Drogen vorweisen. McNally und Nash treffen währenddessen auf Swarek, der ebenfalls undercover unterwegs ist. Die beiden können Drogen kaufen und retten ein Mädchen mit einer Überdosis. Während Nash sich auf den Heimweg macht, schläft McNally mit Swarek. |           |                                 |                       |                   |                |                      |               |               |                    |
| 25 | 12        | Eine Frau sieht rot             | On the Double         | Peter Wellington  | Ellen Vanstone | 8. Sep. 2011         | 16. Feb. 2012 | 4,475 Mio.    | 0,964 Mio.         |
| Die Schwester eines 16-Jährigen Meth-Süchtigen ermordet in der von Peck gestohlenen Uniform einen Drogendealer. Swarek und McNally setzen ihre Beziehung fort. Der mehrfache Mörder, den Swarek beschattet, Jamie Brennan, bemerkt dies. Als er McNally mit dem Auto fort schafft, fragt er sie über Swarek aus. McNally, die glaubt, dass Swareks Undercover-Tarnung aufgeflogen ist, erzählt ihrem Vorgesetzten Frank Best was passiert ist. Als der Kontakt zu Swarek abbricht und auf seinem Flur Blut gefunden wird, beginnen Ermittlungen. |           |                                 |                       |                   |                |                      |               |               |                    |
| 26 | 13        | Aufgeflogen                     | God’s Good Grace      | David Wellington  | Tassie Cameron | 8. Sep. 2011         | 23. Feb. 2012 | 5,024 Mio.    | 1,465 Mio.         |
| Swareks Undercover-Tarnung fliegt auf, da seine Hintergrundgeschichte Fehler aufweist. Er wird von Brennan gefoltert, der versucht herauszufinden, wer seine Familie ermordet hat, die in einem angeblichen Unfall ums Leben kam. Als die Rookies Swarek suchen und gegen Brennan ermitteln, finden sie heraus, dass Donovan Boyd, der Leiter der Undercover-Einheit, bei damaligen Ermittlungen den Mörder schützte, um an Informationen zu kommen. In dem Haus der verstorbenen Frau von Brennan überwältigen die Officers Brennan. McNally und Swarek werden daraufhin aufgrund ihres Verhaltens vom Dienst suspendiert. |           |                                 |                       |                   |                |                      |               |               |                    |

## Staffel 3
Die wöchentliche Ausstrahlung der dritten Staffel in Kanada und den USA lief vom 24. Mai 2012 bis zum 6. September 2012 auf den Sendern Global TV und ABC wiederum mit einer Doppelfolge als Staffelfinale. Die deutsche Erstausstrahlung der dritten Staffel zeigte der deutsche Pay-TV-Sender 13th Street Universal vom 7. Januar bis zum 18. Februar 2013.

| Nr. (ges.) | Nr. (St.) | Deutscher Titel                      | Originaltitel                          | Regie            | Drehbuch            | Premiere USA, Kanada | Dt. Premiere  | Zuschauer USA | Zuschauer (Kanada) |
| --- | --------- | ------------------------------------ | -------------------------------------- | ---------------- | ------------------- | -------------------- | ------------- | ------------- | ------------------ |
| 27 | 1         | Der erste Tag vom Rest deines Lebens | The First Day of the Rest of Your Life | David Wellington | Tassie Cameron      | 24. Mai 2012         | 7. Jan. 2013  | 6,090 Mio.    | 1,303 Mio.         |
| McNally kehrt von ihrer dreimonatigen Suspension zurück, während der sie keinen Kontakt zu Swarek haben durfte. Der betrunkene Henry McLeod verursacht einen Autounfall. McNally befreit daraufhin ein Teenager-Mädchen namens Alice, das im hinteren Bereich eines brennenden Vans eingeschlossen war. Kurz darauf verliert McNally das Mädchen. Dieses wird seit mehreren Jahren vermisst, McLeod, der Großvater des Kindes, hatte den Van verfolgt. Der Van-Fahrer, der Alice zum Krankenhaus fahren wollte, glaubte, dass Alice die Tochter seines Nachbarn John war. John versucht zunächst mit Alice zu fliehen, wird jedoch schließlich von dem neuen Rookie, Nick Collins, festgenommen.                          |           |                                      |                                        |                  |                     |                      |               |               |                    |
| 28 | 2         | Jugendsünden                         | Class Dismissed                        | Tim Southam      | Russ Cochrane       | 31. Mai 2012         | 7. Jan. 2013  | 5,65 Mio.     | 1,322 Mio.         |
| Epstein und Shaw wird als Highschool-Streich der Polizeiwagen gestohlen. Das Fahrzeug wird letztendlich wiedergefunden, doch die Schrotflinte aus dem Wagen wurde weiterverkauft. McNally und Swarek verfolgen Wyatt, einen Mechaniker. Er kann flüchten, das Auto gehört Stella Alvarez, einer Schülerin. Deren Vater, der Besitzer der Autowerkstatt wird verletzt aufgefunden. Es stellt sich heraus, dass Wyatt und Stella Alvarez eine geheime Beziehung hatten. Wyatt hat Stella Alvarez Vater verletzt, als dieser ihm verbot, Stella weiter zu treffen. Mit der gestohlenen Schrotflinte will er mit Stella fliehen, wird jedoch von McNally und Swarek gestellt.                                                 |           |                                      |                                        |                  |                     |                      |               |               |                    |
| 29 | 3         | Eine Frage der Perspektive           | A Good Shoot                           | David Wellington | Greg Nelson         | 7. Juni 2012         | 14. Jan. 2013 | 5,510 Mio.    | 1,341 Mio.         |
| Epstein erschießt bei der Vereitelung eines Ladenüberfalls einen Teenager, der eine Waffe gezogen hat. Die Waffe ist jedoch nicht mehr auffindbar. Das SIU untersucht den Fall und zweifelt an Epsteins Geschichte. Nash hilft Epstein sich an den Vorfall zurück zu erinnern. Daraufhin finden sie eine Kugel, die in der Wand hinter Dov eingeschlagen ist, aber immer noch keine Waffe. Nash, McNally und Barber finden heraus, dass ein zweiter Junge hinter dem Tresen, unbemerkt von Dov die Waffe genommen haben muss. McNally und Swarek stellen den zweiten Jungen mit der Waffe. Epstein wird damit entlastet, der Junge stirbt aber an seinen Verletzungen.                                                    |           |                                      |                                        |                  |                     |                      |               |               |                    |
| 30 | 4         | Mädelsabend                          | Girls’ Night Out                       | Steve DiMarco    | Noelle Carbone      | 28. Juni 2012        | 14. Jan. 2013 | 4,71 Mio.     | 1,121 Mio.         |
| Nash lässt bei ihrer ersten Ermittlung als Detective einen Unfall-Wagen bewegen, um daraufhin zu bemerken, dass der Insasse ermordet wurde. Sie findet heraus, dass der Fahrer des anderen Wagens lügt und erhält eine Adresse, mit deren Hilfe sie diesen Fall lösen kann. Nachdem Peck Collins, mit sie einmal verlobt war, betrunken SMS geschrieben hat, traut sie sich ihm gegenüber ihre Gefühle zuzugeben. Epstein erzählt der Schwester des von ihm Erschossenen was geschehen ist. Seine Freundin Sue Tran erhält einen Anruf, dass Epstein seine Therapiestunde verpasst hat. Epstein lügt sie daraufhin an, er habe die Therapiesitzung besucht. Noelle Williams erzählt Olliver Shaw, dass sie schwanger ist. |           |                                      |                                        |                  |                     |                      |               |               |                    |
| 31 | 5         | Wirre Verhältnisse                   | Messy Houses                           | T.W. Peacocke    | Sherry White        | 5. Juli 2012         | 21. Jan. 2013 | 5,130 Mio.    | 1,123 Mio.         |
| Epstein kehrt nach seinem Aussetzen zurück zur Arbeit. Andy McNally trifft ihre Mutter Claire, die Sozialarbeiterin ist. Andy will keinen persönlichen Kontakt zu ihr. Ihre Mutter hatte bereits früher erfolglos versucht mit ihr Kontakt aufzunehmen. In einem Fall tauchen Waffen auf, die Detective Barber in einem früheren Fall vernichten lassen sollte. Es stellt sich heraus, dass die Sachbearbeiterin die Waffen verkaufte. |           |                                      |                                        |                  |                     |                      |               |               |                    |
| 32 | 6         | Annäherungsversuche                  | Coming Home                            | David Wellington | Ley Lukins          | 12. Juli 2012        | 21. Jan. 2013 | 4,73 Mio.     | 1,103 Mio.         |
| Shaws Tochter Izzy ist eine Zeugin bei einem Mord. Sie rennt jedoch weg. Als Shaw erfährt, dass sie bei ihrem Freund, einem Dealer ist, holt er sie dort ab, und bedroht ihren Freund mit seiner Waffe. Izzy hält ihn aber davon ab, ihn zu erschießen. |           |                                      |                                        |                  |                     |                      |               |               |                    |
| 33 | 7         | Von Zeugen und Hellsehern            | Leap of Faith                          | Peter Wellington | Tassie Cameron      | 19. Juli 2012        | 28. Jan. 2013 | 5,020 Mio.    | 1,275 Mio.         |
| Ein Zeuge eines Mafiaprozesses wird aus der Obhut von Collins und Shaw entführt. Darius, ein selbsternannter Hellseher hilft dem Team dabei, den Zeugen wiederzufinden. Später stellt sich heraus, dass seine Schwester mit einem Mafiamitglied verheiratet ist. Detective Barber macht Nash einen Hochzeitsantrag, den sie annimmt, obwohl sie nicht an die Ehe glaubt. Epstein macht mit seiner Freundin Sue Schluss. |           |                                      |                                        |                  |                     |                      |               |               |                    |
| 34 | 8         | Erst die Arbeit, dann die Bedrohung  | The Girlfriend Experience              | John Fawcett     | Sandra Chwialkowska | 26. Juli 2012        | 28. Jan. 2013 | 5,745 Mio.    | 1,150 Mio.         |
| Ein Mann vermisst seine Freundin, die für einen Escort-Dienst arbeitet. Detective Barber sieht einen Zusammenhang mit einer weiteren vermissten, ähnlich aussehenden Escort. Diese wird wenig später tot aufgefunden. Unterdessen versucht Peck undercover den letzten Freier der beiden Mädchen dingfest zu machen. Dieser stellt sich jedoch als unschuldig im Bezug auf den Mord heraus, als die vermisst geglaubte wieder auftaucht. Peck wird am Ende ihres Arbeitstages in McNallys Wohnung, in der sie derzeit wohnt, von einem maskierten Mann angegriffen und zu Boden geschlagen. |           |                                      |                                        |                  |                     |                      |               |               |                    |
| 35 | 9         | Freud und Leid                       | Out of Time                            | John Fawcett     | Russ Cochrane       | 9. Aug. 2012         | 4. Feb. 2013  | 3,80 Mio.     | 1,325 Mio.         |
| Als McNally ihre Wohnung betritt, wird auch sie betäubt und zu Boden geschlagen, Peck wird entführt. Das ganze Team versucht daraufhin Peck zu finden. Noelle Williams bekommt während dieser Zeit im Krankenhaus ihr Baby. Als Detective Barber einen Taxifahrer als Zeuge befragen will, stellt sich heraus, dass dieser der Entführer ist. Es kommt zu einem Kampf, bei dem Barber schwer verletzt wird. Mit letzter Kraft schafft er es noch, sein Handy in das Jacket des Entführers zu stecken. Durch das Orten des Handys kann der Entführer gefasst und Peck befreit werden, Barber erliegt jedoch an seinen Verletzungen.                                                                                        |           |                                      |                                        |                  |                     |                      |               |               |                    |
| 36 | 10        | Jerrys Vermächtnis                   | Cold Comforts                          | Paul Fox         | Sherry White        | 16. Aug. 2012        | 4. Feb. 2013  | 4,790 Mio.    | 1,212 Mio.         |
| Auf dem Revier wird die Arbeit von Jerry Barber aufgerollt und übernommen. Dabei kann auch einer seiner Fälle abgeschlossen werden und einige Heroindealer festgenommen werden. Währenddessen versucht jeder Einzelne auf seine Art mit dem Tod von Barber umzugehen. Swarek gibt sich die Schuld an dem Tod und beendet seine Beziehung zu McNally. |           |                                      |                                        |                  |                     |                      |               |               |                    |
| 37 | 11        | Der Kurier des Paten                 | The Rules                              | Gregory Smith    | Greg Nelson         | 23. Aug. 2012        | 11. Feb. 2013 | 4,23 Mio.     | 1,269 Mio.         |
| 38 | 12        | Ein Tag zum Grippekriegen            | Every Man                              | David Wellington | Noelle Carbone      | 30. Aug. 2012        | 11. Feb. 2013 | 3,800 Mio.    | 1,070 Mio.         |
| 39 | 13        | Neuanfang                            | I Never                                | David Wellington | Tassie Cameron      | 6. Sep. 2012         | 18. Feb. 2013 | 5,08 Mio.     | 1,017 Mio.         |

## Staffel 4
Am 26. Juni 2012 gaben ABC und Global TV bekannt, dass die Serie um eine weitere Staffel verlängert wurde. Die vierte Staffel wird seit dem 23. Mai 2013 ausgestrahlt. Die deutschsprachige Erstausstrahlung wurde ab dem 5. Januar 2014 auf dem Pay-TV-Sender 13th Street Universal jeweils in Doppelfolgen gesendet.

| Nr. (ges.) | Nr. (St.) | Deutscher Titel                  | Originaltitel            | Regie            | Drehbuch       | Premiere USA, Kanada | Dt. Premiere  | Zuschauer USA | Zuschauer (Kanada) |
| --- | --------- | -------------------------------- | ------------------------ | ---------------- | -------------- | -------------------- | ------------- | ------------- | ------------------ |
| 40 | 1         | Schockmomente                    | Surprises                | David Wellington | Tassie Cameron | 23. Mai 2013         | 5. Jan. 2014  | 5,99 Mio.     | 1,157 Mio.         |
| McNally und Collins arbeiten seit sechs Monaten undercover im Drogengeschäft, als ihre Tarnung auffliegt. Die 15. Einheit macht währenddessen großangelegte Geschwindigkeitskontrollen. Dabei fällt ihnen auch ein Drogendealer ins Netz, den sie auf die Forderung von MyNallys und Collins Chef hin freilassen. McNally und Collins werden von den Drogendealern festgehalten, die 15. Einheit sucht bereits nach ihnen, jedoch am falschen Ort. Erst durch die brachiale Vernehmung des zuvor freigelassenen Drogendealers durch Swarek können sie die beiden über Umwege finden. |           |                                  |                          |                  |                |                      |               |               |                    |
| 41 | 2         | Das wahre Geschlecht             | Homecoming               | David Wellington | Russ Cochrane  | 30. Mai 2013         | 5. Jan. 2014  | 5,84 Mio.     | 1,181 Mio.         |
| Auf Streife bemerkt McNally einen Banküberfall, bei dem der Bank Manager angeschossen wird. Kurz darauf wird der erste Verdächtige festgenommen. Gerade als sich herausstellt, dass der ehemalige Zellengenosse des Verdächtigen mit der derzeitigen Freundin des Bankmanagers zusammen war, nimmt dieser die Frau als Geisel und es kommt zu einer Schießerei, die jedoch mit Epsteins und Diaz Hilfe ohne Verletzte beendet werden kann. |           |                                  |                          |                  |                |                      |               |               |                    |
| 42 | 3         | Zwei seltsame Paare              | Different, Not Better    | Lynne Stopkewich | Sherry White   | 27. Juni 2013        | 12. Jan. 2014 | 5,18 Mio.     | 1,042 Mio.         |
| Da die 15. Einheit einen Mann sucht, der Leute an Bankautomaten ausraubt, überprüft jedes Team einige Verdächtige. McNally arbeitet dabei mit Marlo Cruz, Swareks neuer Freundin, zusammen, Epstein mit Bests Patentochter Chloe Price, die neuerdings in der 15. Einheit arbeitet. Ohne dies zu wissen, hatte Epstein zuvor mit ihr geschlafen. Epstein hat Probleme mit ihrer Art klarzukommen, doch letztendlich findet er mit ihrer Hilfe den Verdächtigen. |           |                                  |                          |                  |                |                      |               |               |                    |
| 43 | 4         | Mut zur Wahrheit                 | The Kids Are Not Alright | Peter Wellington | Noelle Carbone | 11. Juli 2013        | 12. Jan. 2014 | 5,24 Mio.     | 1,278 Mio.         |
| 44 | 5         | Das Gift der Eifersucht          | Poison Pill              | Peter Wellington | Aubrey Nealon  | 18. Juli 2013        | 19. Jan. 2014 | 5,24 Mio.     | 1,226 Mio.         |
| 45 | 6         | Trittbrettfahrer                 | Skeletons                | T.W. Peacocke    | Ley Lukins     | 25. Juli 2013        | 19. Jan. 2014 | 5,63 Mio.     | 1,205 Mio.         |
| 46 | 7         | Freitag der 13.                  | Friday the 13th          | David Wellington | Sherry White   | 1. Aug. 2013         | 26. Jan. 2014 | 5,12 Mio.     | 1,336 Mio.         |
| 47 | 8         | In guten wie in schlechten Tagen | For Better, for Worse    | Kelly Makin      | Tassie Cameron | 8. Aug. 2013         | 26. Jan. 2014 | 4,50 Mio.     | 1,244 Mio.         |
| 48 | 9         | Falscher Vater, echter Vater     | What I Lost              | Paul Fox         | Noelle Carbone | 15. Aug. 2013        | 2. Feb. 2014  | 4,67 Mio.     | 1,192 Mio.         |
| 49 | 10        | Wölfe im Schafspelz              | You Are Here             | Teresa Hannigan  | Ley Lukins     | 22. Aug. 2013        | 2. Feb. 2014  | 5,13 Mio.     | 1,165 Mio.         |
| 50 | 11        | Operation Treibnetz              | Deception                | Kelly Makin      | Aubrey Nealon  | 29. Aug. 2013        | 9. Feb. 2014  | 4,42 Mio.     | 1,196 Mio.         |
| 51 | 12        | Im Fadenkreuz des Rächers        | Under Fire               | Gregory Smith    | Russ Cochrane  | 5. Sep. 2013         | 9. Feb. 2014  | 4,24 Mio.     | 1,099 Mio.         |
| 52 | 13        | Showdown auf dem Revier          | You Can See the Stars    | David Wellington | Tassie Cameron | 12. Sep. 2013        | 16. Feb. 2014 | 4,71 Mio.     | 1,323 Mio.         |

## Staffel 5
Am 18. Juli 2013 gaben ABC und Global TV die Verlängerung um eine fünfte Staffel bekannt. Die Ausstrahlung war vom 19. Juni bis zum 21. August 2014 zu sehen.

| Nr. (ges.) | Nr. (St.) | Deutscher Titel | Originaltitel                | Regie            | Drehbuch        | Premiere USA, Kanada | Dt. Premiere | Zuschauer USA | Zuschauer (Kanada) |
| ---------- | --------- | --------------- | ---------------------------- | ---------------- | --------------- | -------------------- | ------------ | ------------- | ------------------ |
| 53         | 1         | —               | Blink                        | David Wellington | Tassie Cameron  | 19. Mai 2014         | —            | 5,92 Mio.     | —                  |
| 54         | 2         | —               | All by Her Selfie            | David Wellington | Sherry White    | 26. Mai 2014         | —            | 5,92 Mio.     | —                  |
| 55         | 3         | —               | Heart Breakers, Money Makers | Gregory Smith    | Noelle Carbone  | 2. Juni 2014         | —            | 5,12 Mio.     | —                  |
| 56         | 4         | —               | Wanting                      | Peter Wellington | Russ Cochrane   | 9. Juni 2014         | —            | 5,24 Mio.     | —                  |
| 57         | 5         | —               | Going Under                  | T.W. Peacocke    | John Krizanc    | 16. Juni 2014        | —            | 5,11 Mio.     | —                  |
| 58         | 6         | —               | Two Truths and a Lie         | Peter Wellington | Adriana Maggs   | 23. Juni 2014        | —            | 5,43 Mio.     | —                  |
| 59         | 7         | —               | Deal With the Devil          | David Wellington | Noelle Carbone  | 9. Juli 2014         | —            | 4,79 Mio.     | —                  |
| 60         | 8         | —               | Exit Strategy                | Jeff Woolnough   | Matt MacLennan  | 16. Juli 2014        | —            | 4,59 Mio.     | —                  |
| 61         | 9         | —               | Moving Day                   | Teresa Hannigan  | Katrina Saville | 23. Juli 2014        | —            | —             | —                  |
| 62         | 10        | —               | Fragments                    | John Fawcett     | Russ Cochrane   | 30. Juli 2014        | —            | —             | —                  |
| 63         | 11        | —               | Everlasting                  | David Wellington | Sherry White    | 6. Aug. 2014         | —            | —             | —                  |

## Staffel 6
Ursprünglich wurden für die fünfte Staffel 22 Episoden bestellt, welche jedoch auf zwei Staffeln verteilt werden.

| Nr. (ges.) | Nr. (St.) | Deutscher Titel | Originaltitel        | Regie            | Drehbuch                         | Premiere USA, Kanada | Dt. Premiere | Zuschauer USA | Zuschauer (Kanada) |
| ---------- | --------- | --------------- | -------------------- | ---------------- | -------------------------------- | -------------------- | ------------ | ------------- | ------------------ |
| 64         | 1         | —               | Open Windows         | Peter Stebbings  | Tassie Cameron                   | 21. Mai 2015         | —            | —             | —                  |
| 65         | 2         | —               | Perfect Family       | Eleanor Lindo    | Adriana Maggs                    | 28. Mai 2015         | —            | —             | —                  |
| 66         | 3         | —               | Uprising             | Gregory Smith    | Sherry White                     | 4. Juni 2015         | —            | —             | —                  |
| 67         | 4         | —               | Letting Go           | Steve Dimarco    | Tassie Cameron & Katrina Saville | 11. Juni 2015        | —            | —             | —                  |
| 68         | 5         | —               | A Real Gentleman     | Paul Fox         | Karen Moore                      | 18. Juni 2015        | —            | —             | —                  |
| 69         | 6         | —               | Home Run             | Gregory Smith    | Shelley Eriksen                  | 25. Juni 2015        | —            | —             | —                  |
| 70         | 7         | —               | Best Man             | Charles Officer  | Adriana Maggs & Enuka Okuma      | 1. Juli 2015         | —            | —             | —                  |
| 71         | 8         | —               | Integrity Test       | James Genn       | Alan McCullough                  | 8. Juli 2015         | —            | —             | —                  |
| 72         | 9         | —               | Ninety Degrees       | T.W. Peacocke    | Tassie Cameron & Bradley Simpson | 15. Juli 2015        | —            | —             | —                  |
| 73         | 10        | —               | Breaking Up the Band | Jason Priestley  | Noelle Carbone                   | 22. Juli 2015        | —            | —             | —                  |
| 74         | 11        | —               | 74 Epiphanies        | David Wellington | Tassie Cameron                   | 29. Juli 2015        | —            | —             | —                  |